# ألان ميجر
ألان ميجر (بالإنجليزية: Alan Major) هو مدرب كرة سلة أمريكي، ولد في 21 يونيو 1968 في إنديانابوليس في الولايات المتحدة.